# Downton (Hampshire)
Downton est un hameau côtier du comté du Hampshire, en Angleterre

## Géographie
La localité est située majoritairement autour d’un carrefour sur la route A337, où la route de Lymington à New Milton coupe celle de Hordle vers le nord. 
Elle a sa propre plage appréciée par les naturistes, au-dessous des falaises d'Hordle, devenue pratiquement inaccessible en raison de l'érosion côtière.

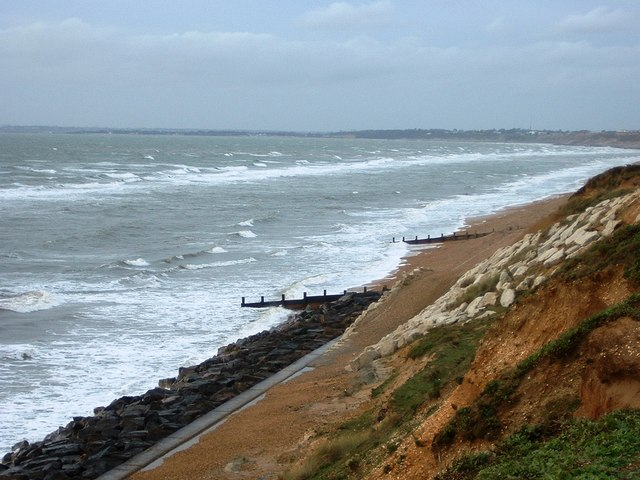
Falaises soumises à l'érosion côtière, près de Downton.

Downton se situe surtout dans la paroisse de Hordle, bien que la majorité de la population vive dans la paroisse de  Milford (où, selon la poste, la majorité de la population au recensement de 2011 était incluse)). Dans la ceinture verte, sa population est stable.

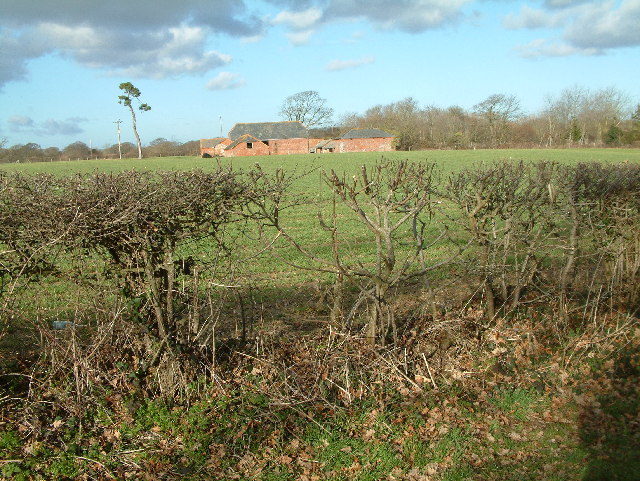
Hoopers Hill à Downton.

## Histoire
Downton est mentionné pour la première fois dans les Pipe rolls pour 1160.
Le nom est d'abord inscrit sous le nom de Dunchinton, mais plus souvent Donk eton et Coates, très probablement provenant de la ferme de Dunneca ou du Vieil anglais  dunnocatu-n  (ferme de moineaux).
En 1263, le domaine semble avoir appartenu à Thomas de Orweye bien qu'en 1397, il ait été étendu à une partie de  Everton et Milford. 
Après 1500, le manoir devient une partie des possessions étendues de la famille Milles de Southampton, constructeurs de Hurst Castle. 
Le manoir a été acheté à la fin du XVIIIe siècle par Sir William Cornwallis (avec des manoirs adjacents à  Milford) dont Anne Whitby était la grand-mère du colonel William Cornwallis-West. Son fils George Cornwallis-West a fait faillite vers 1920 et la succession a été vendue. La partie occidentale, appartenant à la famille Ashley Clinton, a été vendue quelques années plus tard, bien que le projet de développement à grande échelle ait été contrarié.
La construction de maisons industrialisées s'est prolongée pendant les décennies suivantes.
Avant les années 1980, la route A337 à l'ouest de Downton était composée de six virages serrés mais la route a depuis été redressée.
La région a toujours connu un habitat dispersé bien que, avec ses forges et son auberge The Royal Oak, Downton ait fourni un centre destiné aux services aux personnes à Hordle. Alors que l'auberge se maintient, aujourd'hui, les entreprises locales sont liées à l'automobile. 
En 2009, une autorisation a été accordée pour l'extraction de granulats sur un site voisin, en dépit de l'opposition des résidents locaux.